# (293934) MPIA
(293934) MPIA est un astéroïde de la ceinture principale.

## Description
(293934) MPIA est un astéroïde de la ceinture principale. Il fut découvert le 8 octobre 2007 à Heidelberg par Felix Hormuth. Il présente une orbite caractérisée par un demi-grand axe de 2,40 UA, une excentricité de 0,15 et une inclinaison de 3,6° par rapport à l'écliptique.

## Compléments